# Sitriuc mac Ímair
Sitriuc mac Ímair (m.. 896) era un rey de Dublin del siglo IX. Era hijo de Ímar y miembro de los Uí Ímair.

## Biografía
Sitriuc sucedió a su hermano Sichfrith como Rey de Dublín en 888. Durante la mayor parte de su reinado y en la década anterior, Dublín se vio debilitado por conflictos internos y contiendas dinásticas. Sichfrith había sido una víctima de estos conflictos; había sido asesinado por un pariente desconocido. Aun así, a pesar de estos problemas los Dublineses se enfrentaron con éxito a las fuerzas de Leinster y de los Uí Néill del sur. En 893 Sitriuc fue desafiado un tal Jarl Sichfrith, reclamando ambos el título de rey. Sitriuc y Sichfrith abandonaron Dublín por separado ese año para realizar campañas militares en Gran Bretaña, y aunque Sitriuc regresó un año más tarde es desconocido cuál del dos retuvo el título de rey.
Sitriuc murió asesinado por otros vikingos en 896. Su muerte coincidió con la muerte de otros destacados vikingos, Glúntradna hijo de Glúniarann y Amlaíb, nieto de Ímar, afectando seriamente la estabilidad política del reino. Se ha especulado que el mencionado Glúniarann sucedió a Sitriuc como rey.

## Familia
Sitriuc era un hijo de Ímar y tuvo al menos dos hermanos, Bárid y Sichfrith, ambos de los cuales fueron reyes de Dublín antes que él. Algunas fuentes consideran que Ímar era el mismo personaje que Ivar el Deshuesado, un líder Vikingo comandante del Gran ejército pagano qué invadido los reinos anglosajones de Inglaterra en 865. Según las sagas nórdicas era uno de los hijos de Ragnar Lodbrok, y era hermano de Björn Costado de Hierro, Halfdan Ragnarsson, Sigurd Serpiente-en-el-Ojo y Ubba. Ímar tuvo al menos cinco nietos, Ragnall, Ímar, Sitric Cáech, Amlaíb, y Gofraid, pero sus padres son no han sido identificados, así que no es posible saber cuáles de ellos eran hijos de Sitriuc.